# Bidaspa repercussa
Bidaspa repercussa är en fjärilsart som beskrevs av Adalbert Seitz 1908. Bidaspa repercussa ingår i släktet Bidaspa och familjen juvelvingar. Inga underarter finns listade i Catalogue of Life.